# Guliston (Nohiyai Zafarobod)
Guliston (russisch Гулистон; tadschikisch Гулистон) ist ein Ort im Nordwestzipfel von Tadschikistan.

## Geographie
Der Ort liegt in dem westlichen Zipfel der Provinz Sughd im Kreis Nohiyai Zafarobod, welcher in das Gebiet von Usbekistan hineinragt.
Der Ort liegt in der Ebene zwischen Bakht (W) und Pakhtakoron (O). Nördlich, entlang der usbekischen Grenze verläuft die Fernstraße A 376. Der nächste größere Ort im Westen ist Dashtobod in Usbekistan.